# Memotech MTX
I Memotech MTX, serie composta da MTX 500, MTX 512 e RS 128, sono home computer basati sul processore Zilog Z80A, prodotti nel Regno Unito dalla Memotech tra il 1983 e il 1985. Erano tecnicamente simili ai computer MSX, ma incompatibili con tale standard. Con l'eventuale aggiunta del lettore di floppy supportano il sistema operativo CP/M e potevano avvicinarsi a un sistema professionale.
Sebbene i computer Memotech fossero generalmente ben accolti dalla critica, non furono un successo commerciale.

## Storia
La Memotech si era fatta un buon nome, anche fuori dal Regno Unito, producendo molte buone espansioni hardware per ZX81. Quando lo ZX81 iniziò a uscire di scena, sostituito dallo ZX Spectrum, la Memotech anziché dedicarsi a esso prese una decisione ambiziosa e coraggiosa producendo un proprio home computer concorrente dello Spectrum.
Il modello base MTX500 fu lanciato alla fiera Earls Court Computer Fair a giugno 1983 e fu seguito lo stesso anno dall'MTX512. Il più avanzato RS128 uscì a settembre 1984.
Sebbene gli MTX fossero tecnicamente superiori agli Spectrum e ad altri sistemi simili, erano relativamente costosi ed ebbero poco successo. Ci fu anche carenza di videogiochi, che ne ridusse l'interesse nel mercato domestico. Le software house erano poco propense a sviluppare programmi per MTX, e anche questo ne limitò le vendite in un circolo vizioso.
Fu reso presto disponibile l'FDX, un hardware aggiuntivo esterno che potenzia il sistema con il supporto CP/M rendendolo di livello professionale, ma era anch'esso molto costoso. Ad agosto 1985 si provò a lanciare un pacchetto a basso costo, comprendente MTX512, lettore di floppy, e supporto CP/M tramite scheda interna all'MTX; era molto più abbordabile dell'FDX, ma giunse troppo tardi per cambiare le cose.
Memotech Ltd. andò in bancarotta all'inizio del 1986, ma uno dei fondatori, Geoff Boyd, avviò la Memotech Computers Ltd. per continuare per un po' a commercializzare l'ultimo modello RS128, la Series 2 da 256k (un MTX512 migliorato), e il Memotech Videowall basato su di essa.

## Caratteristiche tecniche
L'MTX500 ha 32 kB di memoria RAM, l'MTX512 ha 64 kB e l'RS128 128 kB (una quantità significativa per i tempi). Sebbene lo Z80A possa indirizzare al massimo 64 kB alla volta, l'MTX e l'RS128 indirizzano la memoria aggiuntiva, fino a un massimo di 768 kB, attraverso la tecnica del bank switching.
I computer hanno un case interamente in alluminio e una tastiera full-size con tasti a corsa completa (diversamente da altri computer dell'epoca, come ad esempio la "chiclet-keyboard" del Sinclair ZX Spectrum).
La tastiera è a 79 tasti, con due tastierini laterali, uno numerico/editing e uno con i tasti funzione programmabili fino a 16 funzioni.
In aggiunta all'interprete del linguaggio BASIC, standard per il tempo, gli MTX includono alcune aggiunte:
- Un assembler incorporato
- Un disassembler/debugger incorporato, chiamato Front Panel Display
- Un software ipertestuale, precursore di HyperCard, chiamato Noddy
- Una versione del Logo[3]
- Più sprite (32) rispetto a un computer equivalente dell'epoca
- Supporto per una rudimentale gestione delle finestre in BASIC

I computer permettono l'inserimento di cartucce ROM, tra cui quelle per implementare altri linguaggi di programmazione, come Pascal e Forth. 
Tra le molte espansioni, la prima e più grande fu l'FDX Disc System, costosissimo sistema in un case separato che aggiunge due floppy disk drive da 5,25", scheda video a 80 colonne (necessarie per supportare il sistema operativo CP/M 2.2) e spazi per RAM disk opzionali. Ne uscirono poi diverse varianti, tra cui a floppy singolo (SDX), con disco rigido, e come scheda interna all'MTX.

## Software
Segue elenco forse non esaustivo, ma molto esteso, dei software prodotti professionalmente. Tranne dove specificato, generalmente sono su cassetta. Tra i maggiori produttori ci sono Syntax Soft (etichetta del club utenti Genpat), la stessa Memotech anche con la propria etichetta Continental, Megastar Games (solo giochi) e Scisoft (perlopiù software educativi).

### Utilità
Inclusi con le varie espansioni disco:
- FDX Basic
- Contact (sw di comunicazione/terminale)
- NewWord (clone di WordStar)
- SuperCalc (foglio elettronico)
- VDEB Visual Debugger

Utilità e aziendali:
- 26x26 Spreadsheet
- Basic Business
- Brunword - Word Processor
- Brunning Data File
- Brunning NewOrg (riloca .ASM)
- Brunspell (correttore ortografico)
- (Micro) Canvas (disegno)
- Composer
- EdAsm - Z80 Macro Assembler
- Extended BASIC
- FIG Forth
- FKey Definer (per tasti funzione)
- Graphic
- Hi-Soft Pascal (cartuccia)
- H&L Dump (per stampante)
- Home Accounts (finanze)
- Memosketch (disegno)
- Memotext (videoscrittura)
- MTX Fontastic (per stampante)
- Music Pad
- Paintbox (grafica)
- Payroll
- Purchase Ledger
- Sales Ledger
- SDX Utilities (disco)
- Genpat Speech Synthesizer (sintesi vocale)
- Speculator (per eseguire giochi dello ZX Spectrum)
- Spooler (per stampante)
- Supa Coder (compilatore Basic)
- Tape Reader and Merge Program
- Tape to Disk Transfer
- Texted (editor di testo)
- The Designer (grafica)
- Utilities-1
- Utility
- User Basic Toolkit
- User Extend

Educativi:
- Angle Estimator
- Assembly Language Course
- CESIL Interpreter
- Chromatography Simulation
- Electrical Programs
- First Letters
- Fractions
- Glass Designer
- Heli-Maths
- Life (Gioco della vita)
- Maths-1
- Network
- Number Line
- Pendulum Simulation
- Percentages
- Physics-1
- Refraction
- Spelli-Copter
- Symmetry
- Wood Simulation
- Word & Picture Matching

### Videogiochi
- 3D Tachyon Fighter (simile a Buck Rogers: Planet of Zoom)
- Adventure Quest (avventura testuale)
- Agrovator (clone di Pac-Man)
- Alice in Wonderland (avventura testuale)
- Angle Ball
- Arcazion (simile a Galaxian)
- Astromilon (clone di Space Invaders)
- Astro Pac (clone di Jetpac)
- Attack of the Killer Tomatoes (clone dell'omonimo)
- Backgammon
- Blitz (simile a Space Invaders)
- Blobbo (clone di Pac-Man)
- Bomber & Etch a Sketch
- Boris and the Bats (platform)
- Bouncing Bill (platform)
- Business Game (simile a SimCity)
- Caves of Orb (avventura testuale)
- Cee5 (labirinto)
- Chamberoids (labirinto)
- Charmkatz (clone di Centipede)
- Chess (scacchi)
- Cobra (clone di Snake)
- Colossal Adventure (avventura testuale)
- Combat (clone di Breakout)
- Contract Bridge II
- Cosmic Raiders o Continental Raiders (simile a Space Invaders)
- Cribbage
- Crystal (labirinto)
- Dennis and the Chicken (platform)
- Dennis at the Circus (platform)
- Dennis Goes Bananas (platform)
- Doodelbug Destroyers
- Downstream Danger
- Dr Franky
- Dragon's Ring (avventura dinamica)
- Draughts (dama)
- Duckybod (platform)
- Dungeon Adventure (avventura testuale)
- Emerald Isle (avventura testuale)
- Escape from Zarcos (clone di Manic Miner)
- Fathoms Deep (labirinto)
- Felix in the Factory (platform)
- Firehouse Freddie (platform)
- Flummox
- Football Manager
- Formula 1 Simulator (clone dell'omonimo)
- Fruit Machine
- Gauntlet
- Ghostly Castle (avventura testuale)
- Goldmine (labirinto)
- Hawkwars (simile a Galaxian)
- Highway Encounter (clone dell'omonimo)
- Hunchy (clone di Hunchback)
- Iceburg (simile ad Asteroids)
- Icicle Works (simile a Boulder Dash)
- Intercept 7 (simile a 3D Tachyon)
- Jet Bikes (simile a Tron)
- Jet Set Willy (platform)
- Johnny Reb (strategico)
- Jumping Jack Flash (platform)
- Karate King (clone di Bruce Lee)
- Kilopede (clone di Centipede)
- Knuckles (labirinto)
- Kong (platform, non completato)
- Landmines
- Les Flics (platform)
- Life the Universe and Everything
- Little Devils
- London Adventure (avventura testuale)
- Lords of Time (avventura testuale)
- Manic Miner
- Marbles (labirinto)
- Maxima (simile a Space Invaders)
- Miner Dick (clone di Manic Miner)
- Missile Kommand (clone di Missile Command)
- Mission Alphatron (clone di Scramble)
- Mission Omega (clone di Scramble)
- Ms Snapman (clone di Pac-Man)
- Munch Mania (clone di Centipede)
- Murder at the Manor
- Nemo
- Obliteration Zone
- Obloids (labirinto)
- Pac Man Rescue (clone di Ghouls)
- Phaid (simile a Space Invaders)
- Poker
- Pontoon (carte)
- Pontoon and Blackjack
- Pot Hole Pete (clone di Manic Miner)
- Qogo (clone di Q*Bert)
- Qogo 2
- Quantum
- Quasimodo's Bells
- Quazzia (clone di Scramble)
- Quest One (avventura testuale)
- Red Moon (avventura testuale)
- Return to Eden (avventura testuale)
- Reveal
- Revenge of the Chamberoids
- Reversi
- Rolla Bearing (clone di Marble Madness)
- Ruthless B.
- Salty Sam (platform)
- Sepulcri Scelerati
- Slither  (clone di Centipede)
- Snaky (clone di Centipede)
- Sloopy's Christmas
- SMG (labirinto)
- SMG II (labirinto)
- Snappo (clone di Pac-Man)
- Snowball (avventura testuale)
- Soldier Sam (platform)
- Son of Pete (seguito di Pothole Pete)
- Soul of a Robot (clone dell'omonimo)
- Star Command
- Super Bike
- Super Minefield (clone di Campo minato)
- Surface Scanner (clone di Defender)
- Tapeworm (clone di Centipede)
- Target Zone (clone di Defender)
- The Key to Time (avventura testuale)
- The Man from Granny
- The St. Petersburg Ikon (avventura testuale)
- The Wall (clone di Breakout)
- The Worm in Paradise (avventura testuale)
- The Zoo (avventura testuale)
- Theseus and the Labyrinth (labirinto)
- Time Bandits (clone di Defender)
- Time Bomb (simile a Pac-Man)
- TNT Tim (clone di Check Man)
- Toado (clone di Frogger)
- Towers of Hanoi (Torre di Hanoi)
- Tournament Snooker (biliardo)
- Turbo (corse)
- Tumbledown Town (avventura testuale)
- Vernon and the Vampires
- Vortex